# Robert Lamoureux
Pour les articles homonymes, voir Lamoureux.
Robert Lamoureux, né le 4 janvier 1920 dans le 11e arrondissement de Paris et mort le 29 octobre 2011 à Boulogne-Billancourt,, est un acteur, humoriste, auteur dramatique, réalisateur, poète, parolier et scénariste français.

## Biographie
Né dans un milieu modeste, Robert Lamoureux met fin à sa scolarité à la fin de l'école primaire puis effectue des petits boulots, dès l'âge de 14 ans. En 1940, il est mobilisé à Issoire, puis aux Chantiers de jeunesse, avant de reprendre la vie civile dans Paris occupé. Après la fin de la guerre, il devient comptable dans la Société des Houillères du Sud-Oranais de Kenadsa, à une trentaine de kilomètres au nord-ouest de Colomb-Béchar, en Algérie. Il fait ses premières armes de bonimenteur sur le plateau de théâtre de la salle des fêtes des Houillères de Kenadsa. Il revient ensuite à Paris, pour exercer la profession de représentant commercial pour des machines à écrire.
Robert Lamoureux commence sa carrière au Théâtre des Trois Baudets où le producteur Jacques Canetti le fait débuter en  1949, dans le spectacle 39,5° une revue montée par Pierre Dac et mise en scène par Yves Robert. Lamoureux commence son numéro, assis dans la salle, puis  grimpe sur scène pour interprèter ses propres chansons et réciter des monologues cocasses. Il touche dès 1950 toutes les facettes du spectacle : music-hall, disque, radio, théâtre, etc. Il est l'auteur de quatorze pièces plaisantes, drôles et non exemptes d'une certaine critique sociale, dont certaines tiennent l'affiche plusieurs années et font l'objet de multiples reprises comme La Soupière en 1971 ou L'Amour foot en 1993.
En 1950, il enregistre son premier disque qui reçoit le Grand  prix du disque de l'Académie Charles-Cros pour la chanson Papa, Maman, la Bonne et moi  avant que le cinéma ne s'intéresse à lui. De cette année date le sketch qu'il a écrit et interprété, La Chasse au canard, dans lequel se trouve la fameuse phrase : « Et le canard était toujours vivant... », rapidement devenue une expression qui signifiait : « Le problème est toujours présent ».

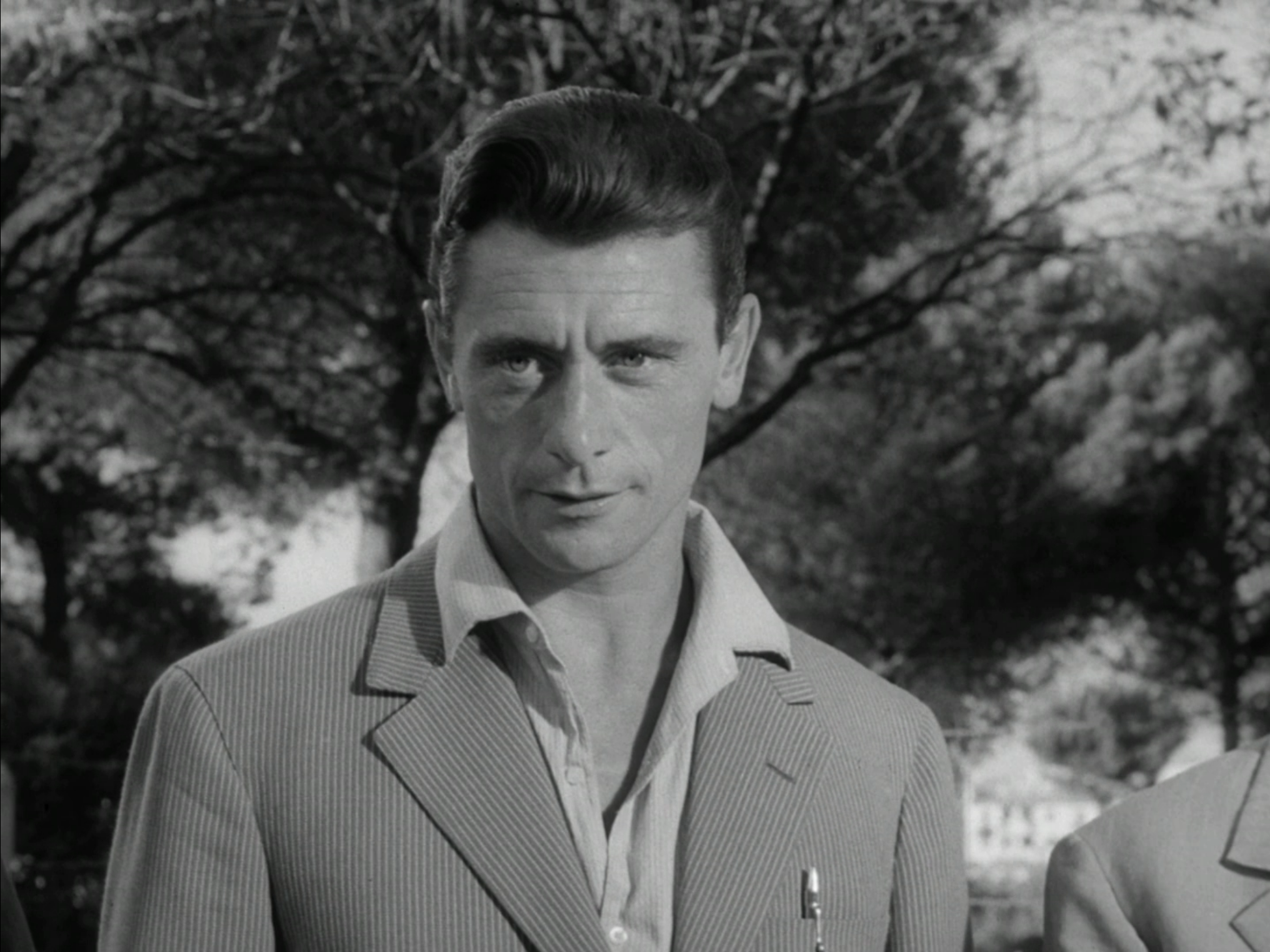
Lamoureux dans Pattes de velours (1953)

Il connaît de gros succès dans les années 1950, avec des comédies de théâtre de boulevard, où il impose un personnage mince, séduisant et drôle. De cette époque, on peut aussi retenir les films Papa, Maman, la Bonne et moi (1954) de Jean-Paul Le Chanois, inspiré d'un de ses numéros de cabaret, et Papa, Maman, ma Femme et moi (1955), du même réalisateur. En 1955, il joue avec Betsy Blair dans Rencontre à Paris. Il incarne deux fois un Arsène Lupin plein de gouaille (Les Aventures d'Arsène Lupin, 1956, de Jacques Becker ; Signé Arsène Lupin, 1959, d'Yves Robert).
En 1960, il passe derrière la caméra pour réaliser des films adaptés de pièces de boulevard dont il est l'auteur (Ravissante et La Brune que voilà), qui connaissent des succès en salles mais rebutent la critique. Après une longue éclipse au cinéma, Robert Lamoureux réinvente le vaudeville militaire avec notamment la série de la Septième Compagnie, dont les exploits remplissent les salles : Mais où est donc passée la septième compagnie ? (1973), On a retrouvé la septième compagnie (1975), La Septième Compagnie au clair de lune (1977). On le retrouve dans L'Apprenti salaud (1977) de Michel Deville. 
Mais Robert Lamoureux avoue que le cinéma l'ennuie : il préfère le théâtre auquel il consacre l'essentiel de sa carrière.
Robert Lamoureux écrit d'autres chansons comme Histoire de roses, ainsi que quelques poèmes comme L'Éloge de la fatigue, écrit après avoir vu Cyrano de Bergerac au théâtre. 
En 1972, il a un différend avec Claude François : Robert Lamoureux avait écrit le texte d'une chanson Viens à la maison et Claude François interprète alors une chanson portant le même titre (paroles : Frank Thomas, Jean-Michel Rivat, musique : Jean-Pierre Bourtayre, Claude François, Jean-Michel Rivat). Robert Lamoureux et le compositeur Henri Bourtayre (père de Jean-Pierre Bourtayre) portent plainte pour plagiat et obtiennent gain de cause. La chanson de Claude François portera finalement le titre Y'a le printemps qui chante (Viens à la maison).
De sa première femme, une amie d'enfance, Simone Chaigneau (1922-1992), épousée le 31 août 1942, il a eu trois enfants. Leur divorce est effectif en février 1964. Robert Lamoureux épouse en septembre de la même année, Magali Vendeuil, pensionnaire de la Comédie-Française, morte le 12 janvier 2009 et dont il a eu une fille.

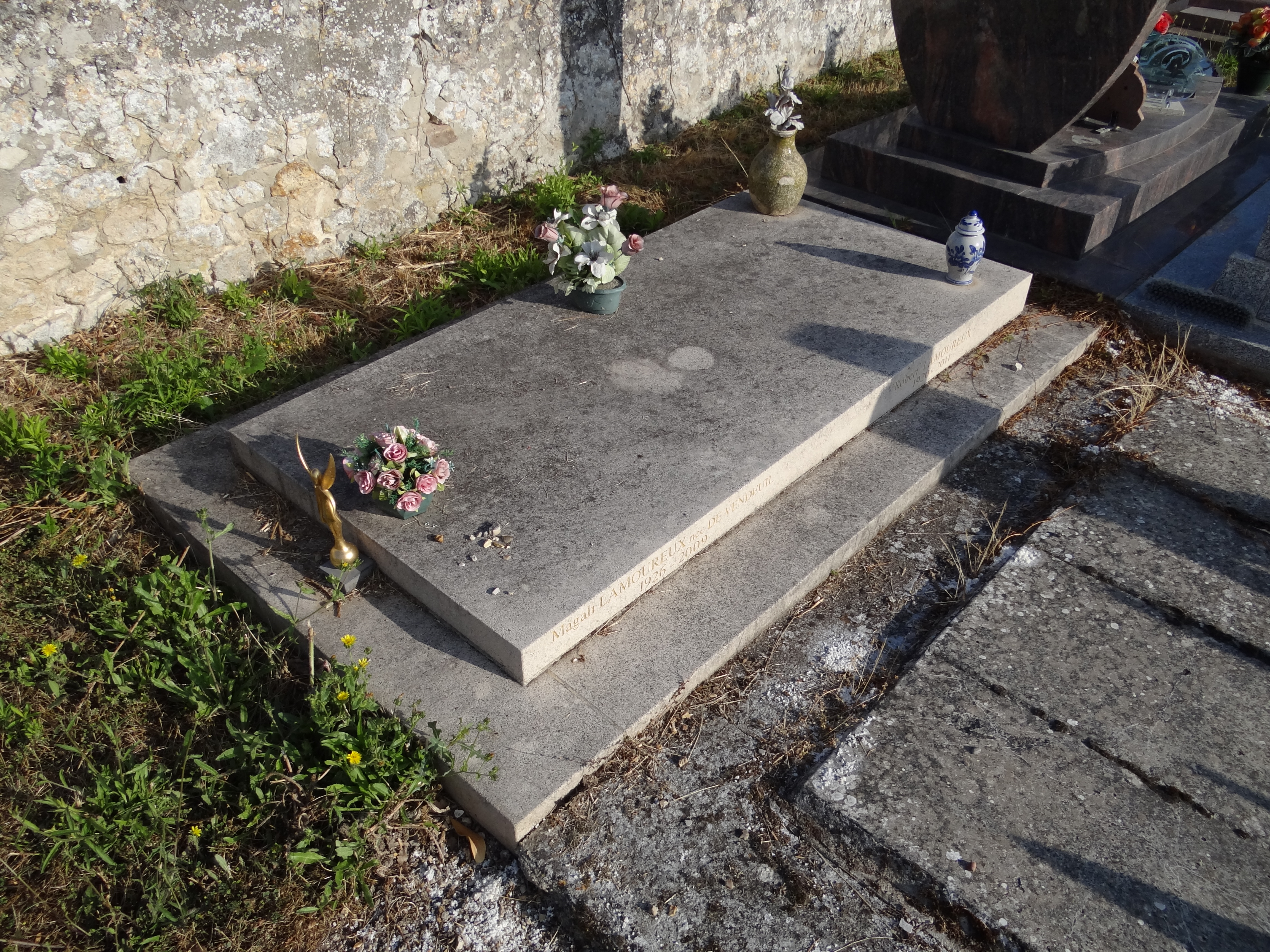
La tombe de Robert Lamoureux et de Magali de Vendeuil au cimetière de Neauphle-le-Vieux (Yvelines).

Décédé le 29 octobre 2011 des suites d'un coma, il est inhumé le 4 novembre 2011 auprès de sa femme Magali Vendeuil à Neauphle-le-Vieux (Yvelines), après des obsèques religieuses en l'église de Boulogne-Billancourt,. Il a quatre enfants.

## Filmographie

### Cinéma

#### Réalisateur
- 1960 : Ravissante
- 1960 : La Brune que voilà
- 1973 : Mais où est donc passée la septième compagnie ?
- 1974 : Impossible... pas français
- 1975 : On a retrouvé la septième compagnie
- 1975 : Opération Lady Marlène
- 1977 : La Septième Compagnie au clair de lune

#### Acteur

##### Cinéma
- 1951 : Le Roi des camelots d'André Berthomieu : Robert
- 1951 : Le Don d'Adèle d'Émile Couzinet : lui-même
- 1951 : Au fil des ondes de Pierre Gautherin
- 1951 : Chacun son tour d'André Berthomieu : Robert Montfort
- 1952 : Allô... je t'aime d'André Berthomieu : Pierre Palette
- 1953 : Lettre ouverte d'Alex Joffé : Martial Simonet
- 1953 : Pattes de velours (L'incantevole nemica) de Claudio Gora : Roberto Mancini
- 1953 : Virgile de Carlo Rim : François Virgile
- 1954 : Escalier de service de Carlo Rim : François Berthier
- 1954 : Papa, Maman, la Bonne et moi de Jean-Paul Le Chanois : Robert Langlois
- 1955 : Le Village magique de Jean-Paul Le Chanois : Robert
- 1955 : Si Paris nous était conté de Sacha Guitry : Latude
- 1956 : Papa, maman, ma femme et moi de Jean-Paul Le Chanois : Robert Langlois
- 1956 : Rencontre à Paris de Georges Lampin : Maurice Legrand
- 1956 : Une fée… pas comme les autres de Jean Tourane : le narrateur
- 1957 : L'amour est en jeu de Marc Allégret : Robert Fayard
- 1957 : Les Aventures d'Arsène Lupin de Jacques Becker : Arsène Lupin
- 1958 : La Vie à deux de Clément Duhour : Thierry Raval
- 1959 : Signé Arsène Lupin d'Yves Robert : Arsène Lupin
- 1960 : La Française et l'Amour La Femme seule de Jean-Paul Le Chanois : Désiré
- 1960 : Ravissante de Robert Lamoureux : Thierry
- 1960 : La Brune que voilà de Robert Lamoureux : Germain
- 1973 : Mais où est donc passée la septième compagnie ? de Robert Lamoureux : colonel Blanchet
- 1974 : Impossible... pas français de Robert Lamoureux : le jardinier
- 1975 : On a retrouvé la septième compagnie de Robert Lamoureux : colonel Blanchet
- 1975 : Opération Lady Marlène de Robert Lamoureux : le général
- 1977 : L'Apprenti salaud de Michel Deville : Antoine Chapelot
- 1991 : Le Jour des rois de Marie-Claude Treilhou : Albert

##### Télévision
- 1970-1971 : Au théâtre ce soir (série TV) : Frédéric / Germain Vignon / commissaire Pellizari
- 1975 : Ne coupez pas mes arbres (téléfilm) : Sir William Belmont
- 1981 : Le charlatan (téléfilm) : Albert Montagneux
- 1983 : Emmenez-moi au théâtre: La soupière (téléfilm) : oncle Alphonse
- 1984 : Diable d'homme! (téléfilm) : Lauret-Bayoux
- 1986 : Maguy (série TV) : Albert
- 1986 : Le dindon (téléfilm) : Pontagnac
- 1989 : La Taupe (téléfilm) : colonel Archambault
- 1992 et 1994 : La guerre des privés (série TV) : De Lambrolle
- 1994 : L'Amour foot (téléfilm) : le maire

## Théâtre

### Auteur
- 1958 : La Brune que voilà
- 1959 : Un rossignol chantait
- 1967 : Frédéric
- 1970 : Échec et Meurtre
- 1971 : La Soupière
- 1974 : Le Charlatan
- 1980 : Diable d'homme
- 1986 : Le Tombeur (Reprise de la pièce" La brune que voilà" jouée cette fois par Michel Leeb)
- 1987 : La Taupe
- 1989 : Adélaïde 90
- 1993 : L'Amour foot
- 1996 : Si je peux me permettre

### Comédien
- 1951 : Ombre chère de Jacques Deval, mise en scène de l'auteur, théâtre Édouard-VII
- 1954 : La Manière forte de Jacques Deval, mise en scène de l'auteur, théâtre de l'Athénée
- 1958 : La Brune que voilà de Robert Lamoureux, mise en scène de l'auteur, théâtre des Variétés
- 1959 : La Brune que voilà de Robert Lamoureux, mise en scène de l'auteur, théâtre des Célestins
- 1959 : Un rossignol chantait de Robert Lamoureux, mise en scène Jean Marais, théâtre des Variétés
- 1962 : Turlututu de Marcel Achard, mise en scène Jean Meyer, théâtre Antoine
- 1964 : Jo de Claude Magnier, mise en scène Jean-Pierre Grenier, théâtre des Nouveautés
- 1967 : Faisons un rêve de Sacha Guitry, mise en scène Robert Lamoureux, Théâtre des Célestins
- 1967 : Frédéric de Robert Lamoureux, mise en scène Pierre Mondy, théâtre Édouard-VII, tournée Karsenty-Herbert 1968-1969
- 1968 : Désiré, de Sacha Guitry, mise en scène Pierre Dux, théâtre du Gymnase, théâtre du Palais-Royal
- 1969 : Domino de Marcel Achard, mise en scène Pierre Mondy, théâtre des Variétés
- 1969 : Frédéric de Robert Lamoureux, mise en scène Pierre Mondy, théâtre des Ambassadeurs
- 1969 : Échec et meurtre de Robert Lamoureux, mise en scène Jean Piat, théâtre des Ambassadeurs, tournée Karsenty-Herbert 1970-1971
- 1971 : La Soupière de Robert Lamoureux, mise en scène Robert Lamoureux et Francis Joffo, théâtre Édouard-VII, tournée Karsenty-Herbert 1972-1973
- 1974 : Le Charlatan de Robert Lamoureux, mise en scène Francis Joffo, théâtre des Bouffes-Parisiens
- 1976 : Knock de Jules Romains, mise en scène Jean Meyer, théâtre des Célestins, tournée Karsenty-Herbert 1975-1976
- 1980 : Le Charlatan de Robert Lamoureux, mise en scène Francis Joffo, théâtre des Célestins, tournée Karsenty-Herbert 1979-1980
- 1980 : Diable d'homme de Robert Lamoureux, mise en scène Daniel Ceccaldi, théâtre des Bouffes-Parisiens, tournée Karsenty-Herbert
- 1984 : Le Dindon de Georges Feydeau, mise en scène Jean Meyer, théâtre du Palais-Royal
- 1985 : La Prise de Berg-Op-Zoom de Sacha Guitry, mise en scène Jean Meyer, théâtre des Célestins
- 1986 : La Prise de Berg-Op-Zoom de Sacha Guitry, mise en scène Jean Meyer, théâtre des Nouveautés, théâtre de la Michodière
- 1986 : Le Tombeur de Robert Lamoureux, mise en scène Jean-Luc Moreau, théâtre des Variétés
- 1987 : La Taupe de Robert Lamoureux, mise en scène Francis Joffo, théâtre Antoine, tournée Karsenty-Herbert 1986-1987
- 1989 : Adélaïde 90 de Robert Lamoureux, mise en scène Francis Joffo, théâtre Antoine, tournée Karsenty-Herbert 1989-1990
- 1992 : L'Amour foot de Robert Lamoureux, mise en scène Francis Joffo, théâtre Antoine, tournée Karsenty-Herbert 1991-1992
- 1996 : Si je peux me permettre de Robert Lamoureux, mise en scène Francis Joffo, théâtre des Nouveautés
- 1999 : Si je peux me permettre de Robert Lamoureux, mise en scène Francis Joffo, théâtre Saint-Georges
- 2002 : Le Charlatan de Robert Lamoureux, mise en scène Francis Joffo, théâtre du Palais-Royal

## Poèmes, courts monologues ou chansons
- CD Papa, Maman, la Bonne et moi : Robert Lamoureux, Believe / Rym Musique, 2000, 19 titres :
  - De quoi donc tu causes ? (chanson)
  - Papa, Maman, la Bonne et moi (chanson; paroles et musique : Robert Lamoureux)
  - La Plupart du temps
  - Souris à la vie (chanson)
  - Le Dernier de la classe
  - Viens à la maison (chanson)
  - Qu'est-ce que tu crois ? (chanson)
  - Éloge de la fatigue
  - La Chasse au canard
  - Banlieue (chanson)
  - Liberté Java (chanson)
  - Histoire de roses (chanson; paroles et musique : Robert Lamoureux) — autres interprètes : Patachou (1950), Renée Lamy, Lucette Raillat
  - Éloge de mon prénom
  - Lettre à Dédé
  - J'aurais aimé savoir chanter (chanson)
  - Saint-Mandé
  - Voyage en Italie
  - Enfantillage
  - Passé simple
- Album J'ai un moral à tout casser :
  - J'ai un moral à tout casser
  - Viens pas trop tard
  - La Voiture d'occasion
  - Le printemps
  - Métro (chanson; paroles : Robert Lamoureux — musique : Henri Bourtayre) — autre interprète : Yves Montand
  - Fanfan la Tulipe
  - Foire du Trône (chanson; paroles : Robert Lamoureux — musique : René Delauney)
  - Le Déménagement
  - Laissez-les s'envoler — Geneviève Guitry
  - Cinq à sept — Harry Séguéla
  - Le trac
- Album […] :
  - Hold-up
  - Retour de vacances
  - Le Tour de France / La chasse à courre

## Distinctions
- 1950 : grand prix du disque, pour Papa, Maman, la Bonne et moi[2]
- 1986 : le « Conservatoire Robert-Lamoureux » est le nom désormais donné au Conservatoire municipal de Saint-Mandé (Val-de-Marne), pour l'enseignement de la musique et de la danse
- 2000 :  Officier de la Légion d'honneur [2]
  - 1989 :  Chevalier de la Légion d'honneur[10]
- 2009 : médaille Grand Vermeil, de la Ville de Paris[11]

Robert Lamoureux est évoqué dans le 82e des 480 souvenirs cités par Georges Perec dans Je me souviens.